# Kachrylion

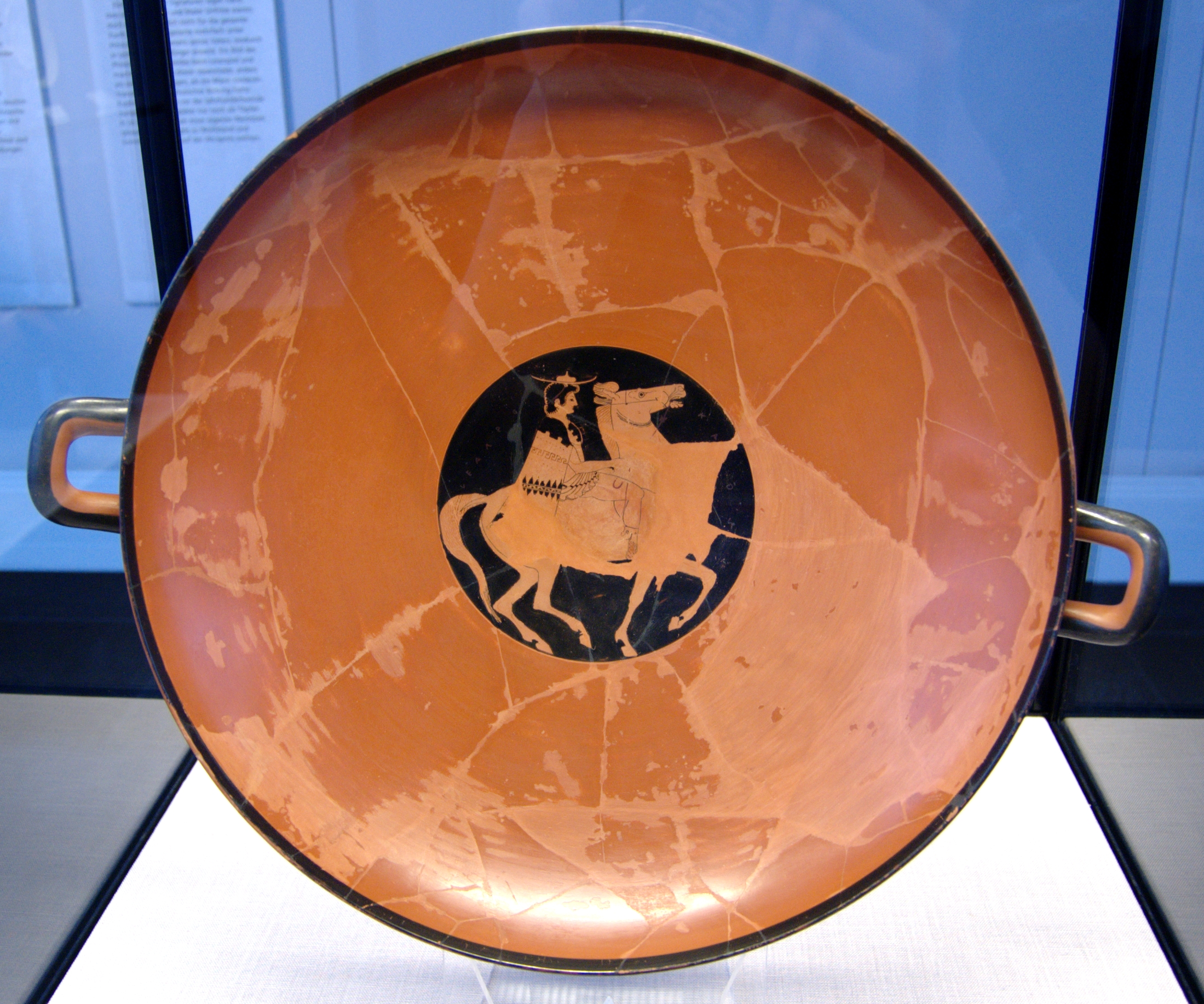
Monaco di Baviera, Staatliche Antikensammlungen 2620.

Kachrylion (in greco antico: Καχρυλίων?, Kachrylíōn; Attica, VI secolo a. C. – Attica, VI secolo a. C.) è stato un ceramista greco antico, attivo ad Atene alla fine del VI secolo a.C.

## Biografia
La fama di Kachrylion è dovuta principalmente per la sua firma su una ventina di tazze (Kỳlikes) con la formula epóiesen (=fece), indicando che egli è l'autore delle loro sagome ma non dei disegni che le ornano.
Nel suo laboratorio, specializzato nella produzione di coppe, hanno lavorato alcuni tra i più importanti ceramografi della prima fase delle figure rosse, e molti tra i numerosi decoratori di coppe del periodo, tra i quali Ermeo.
La sua firma come ceramista appare accanto a quella di Eufronio come pittore nella nota coppa di Monaco di Baviera, la cosiddetta Coppa di Gerione (Staatliche Antikensammlungen 2620), con la figura di cavaliere, nominato nella formula di kalos come Leagros, nel tondo interno. La decorazione con ingubbiatura rosso corallo di stile severo che si trova su questa coppa, sperimentata a suo tempo da Exekias, ritorna su un buon numero di coppe prodotte nella bottega di Kachrylion, e raramente su coppe prodotte in altre botteghe contemporanee; è stato suggerito che si potesse trattare di una specializzazione particolare in un procedimento non facilmente realizzabile.
Il più celebre tra questi vasi, che raffigurano prevalentemente scene e figure della vita reale, quali banchetti, danze, imprese belliche, è la Tazza di Orvieto (Firenze, Museo archeologico), la cui pittura è attribuita a Peitino. Esternamente sono rappresentate le imprese di Teseo: Scirone, Cercione, il Toro di Creta, Sini, il Minotauro, Procuste; invece internamente appare la figura di Eros volante sulla superficie del mare. 
La tazza dimostra emblematicamente la grande fama che ottenne Teseo nel VI secolo, che sostituì in fatto di popolarità Eracle.
I vasi firmati da Kachrylion sono stati prevalentemente ritrovati in Etruria.
Oltre ai vasi e le tazze, di Cacrilione è sopravvissuto anche un frammento di piatto proveniente dall'Acropoli di Atene.

## Opere
- Ventidue tazze (Kỳlikes);
- Piatto proveniente dall'Acropoli di Atene.